# Кустарьовка
Кустарьо́вка (рос. Кустарёвка, башк. Кустаревка) — присілок у складі Татишлинського району Башкортостану, Росія. Входить до складу Шулгановської сільської ради.
Населення — 1 особа (2010; 8 у 2002).
Національний склад:
- росіяни — 69 %
- башкири — 31 %